# Lista de ex-campeonatos do Impact Wrestling
O Impact Hall of Fame (estilizado como IMPACT Hall of Fame) é um hall da fama que homenageia lutadores profissionais e personalidades do wrestling que contribuíram para a história da promoção de wrestling Impact Wrestling, com sede nos EUA, formalmente conhecida como Total Nonstop Action Wrestling (TNA).
Foi estabelecida em 2012 e criada como parte da comemoração dos 10 anos da promoção. Os homenageados geralmente são anunciados no Slammiversary ou nos episódios do Impact!, e a cerimônia ocorre antes do Bound for Glory.
A partir de 2021, houve 9 empossados no total; oito individualmente e uma indução em grupo.
1. ↑  «PWTorch.com - CALDWELL'S TNA IMPACT WRESTLING RESULTS 5/31: Ongoing "virtual-time" coverage of live Impact in new timeslot - Roode vs. Sting». www.pwtorch.com. Consultado em 5 de fevereiro de 2022
2. ↑  «PWTorch.com - TNA official Hall of Fame announcement». www.pwtorch.com. Consultado em 5 de fevereiro de 2022
3. ↑  «PWTorch.com - CALDWELL'S TNA SLAMMIVERSARY PPV RESULTS 6/10: Ongoing "virtual time" coverage of live PPV - Roode vs. Sting headlines 10th Anniv. PPV». www.pwtorch.com. Consultado em 5 de fevereiro de 2022
4. ↑  «Impact Wrestling's latest Hall of Fame inductee revealed». Pro Wrestling Dot Net (em inglês). 5 de junho de 2017. Consultado em 5 de fevereiro de 2022